# Uña encarnada
 Oniconicopisis también llamada uña encarnada, uñero u onicocriptosis, consiste en la penetración anómala de la uña en los tejidos blandos adyacentes, lo cual origina inflamación, infección secundaria, dolor al caminar o ante pequeños traumas y en ocasiones formación de tejido de granulación. Se presenta sobre todo en la uña del dedo gordo del pie.

## Etiología
Las causas de su aparición pueden ser múltiples, entre ellas corte inadecuado de las uñas, onicofagia, sudoración excesiva (hiperhidrosis), calzado inadecuado, traumatismos, alteraciones biomecánicas de la marcha, exceso de peso, anomalías anatómicas, por ejemplo dedo gordo del pie excesivamente largo. En algunas ocasiones parece existir una predisposición genética a la aparición del mal.

## Síntomas
- Enrojecimiento.
- Sensibilidad o dolor que puede ser leve o intenso, dependiendo del grado de la afección.
- Hinchazón de la zona.
- Pus, en algunos.

## Clínica
Aunque puede afectar a la uña de cualquier dedo, tanto en manos como en pies, es más habitual en el dedo gordo del pie. Predomina en adolescentes y menores de 20 años, es más frecuente en varones (62%) que en mujeres (38%).
En la evolución del proceso se distinguen tres fases, en la primera o inicial existe dolor, tumefacción y eritema; en el segundo estadio, también llamado fase de absceso, los síntomas se agudizan lo que provoca que el pliegue ungueal sobrepase la lámina ungueal, formándose un granuloma con exudado que inicialmente es seroso pero tiende a infectarse provocando exudado purulento y maloliente, por otra parte el paciente presenta dolor al caminar lo que le impide la marcha normal.
En la tercera fase tiene lugar un proceso de inflamación crónica con formación de tejido de granulacíon que cubre el surco ungueal.
Finalmente en los casos más graves se produce onicólisis parcial o completa y puede llegar a infectarse el hueso subyacente, provocando osteomielitis y excepcionalmente sepsis.
La enfermedad si no se trata tiende a cronificarse con periodos cíclicos de mejoría y reagudización.

## Tratamiento
- Médico.
- Quirúrgico: en los casos más leves se realiza la eliminación de la espícula o espiculotomía. Cuando el proceso está en fase avanzada o es recidivante, el método quirúrgico más utilizado consiste en la resección parcial de la uña, eliminando al mismo tiempo la matriz correspondiente (matricectomía).